# Wspólnota administracyjna Mitterteich
Wspólnota administracyjna Mitterteich – wspólnota administracyjna (niem. Verwaltungsgemeinschaft) w Niemczech, w kraju związkowym Bawaria, w rejencji Górny Palatynat, w regionie Oberpfalz-Nord, w powiecie Tirschenreuth. Siedziba wspólnoty znajduje się w mieście Mitterteich.
Wspólnota administracyjna zrzesza gminę miejską (Stadt) oraz dwie gminy wiejskie (Gemeinde): 
- Mitterteich, miasto, 6 715 mieszkańców, 39,35 km²
- Leonberg, 1 033 mieszkańców, 51,33 km²
- Pechbrunn, 1 379 mieszkańców, 26,46 km²